# Pieni Hietajärvi (sjö i Posio, Lappland)
Pieni Hietajärvi är en sjö i kommunen Posio i landskapet Lappland i Finland. Den är 3,1 meter djup. Arean är 40 hektar och strandlinjen är 4,37 kilometer lång. Sjön  ingår i Ijo älvs huvudavrinningsområde.   Den ligger omkring 120 kilometer sydöst om Rovaniemi och omkring 660 kilometer norr om Helsingfors. 
Pieni Hietajärvi ligger nordväst om Paha-Valkeainen. 